# Samuel Ekeme
Samuel Ekeme (12 luglio 1966) è un ex calciatore camerunese, di ruolo difensore.